# Крушево (Фоча)
Крушево је насељено мјесто у општини Фоча, Република Српска, БиХ. Према попису становништва из 2013. у насељу је живјело 119 становника.

## Становништво
| Демографија | Демографија | Демографија |
| Година      | Становника  | Становника  |
| ----------- | ----------- | ----------- |
| 1971.       | 339         |             |
| 1981.       | 403         |             |
| 1991.       | 377         |             |
| 2013.       | 119         |             |